# أليس كولترين
أليس كولترين (بالإنجليزية: Alice Coltrane) (و. 1937 – 2007 م) هي عازفة بيانو، وملحنة، وعازفة الجاز أمريكية، ولدت في ديترويت، توفيت في لوس أنجلوس، عن عمر يناهز 70 عاماً، بسبب فشل تنفسي.

## التعليم
تعلمت في ثانوية كاس التقنية ‏.

## روابط خارجية
- أليس كولترين على موقع IMDb (الإنجليزية)
- أليس كولترين على موقع ميوزك برينز (الإنجليزية)
- أليس كولترين على موقع ميوزك برينز (الإنجليزية)
- أليس كولترين على موقع إن إن دي بي (الإنجليزية)
- أليس كولترين على موقع أول ميوزيك (الإنجليزية)
- أليس كولترين على موقع ديسكوغز (الإنجليزية)
- أليس كولترين على موقع ديسكوغز (الإنجليزية)
- أليس كولترين على موقع ديسكوغز (الإنجليزية)
- أليس كولترين على موقع ديسكوغز (الإنجليزية)
- أليس كولترين على موقع ديسكوغز (الإنجليزية)
- أليس كولترين على موقع ديسكوغز (الإنجليزية)